# Тиберий Семпроний Гракх (консул 177 года до н. э.)
Тибе́рий Семпро́ний Гракх (лат. Tiberius Sempronius Gracchus; 220 — около 150 гг. до н. э.) — древнеримский военачальник, политический деятель и дипломат из плебейского рода Семпрониев, двукратный консул (177 и 163 годов до н. э.), цензор 169 года до н. э. Участвовал в Антиоховой войне в 190 году до н. э.; возможно, был одним из трёх римских послов на Балканах в 185 году. В качестве народного трибуна в 187 или 184 году до н. э. поддержал братьев Сципионов, Публия Африканского и Луция Азиатского, подвергшихся судебному преследованию. Сделать это Гракху не помешала даже вражда, которая, по данным некоторых источников, существовала между ним и Сципионом Африканским.
В 180 году до н. э. Тиберий Семпроний стал претором и получил в управление Ближнюю Испанию. За два года (180—178 годы до н. э.) он нанёс ряд поражений кельтиберам, а потом заключил мир на сравнительно мягких условиях. В 177 году стал консулом и к началу 175 года подавил восстание на Сардинии. В 169 году достиг вершины своей карьеры — цензуры. На этой должности был привлечён к суду народным трибуном Публием Рутилием, но позже обвинение было отозвано. В 163 году Гракх стал консулом во второй раз. Умер около 150 года до н. э.
Тиберий Семпроний был женат на дочери Сципиона Африканского. Его сыновьями были знаменитые братья Гракхи — Тиберий и Гай.

## Биография

### Происхождение
Тиберий Семпроний принадлежал к плебейскому роду Семпрониев, впервые упоминающемуся в консульских фастах под 304 годом до н. э. Когномен Гракх (Gracchus) либо имеет этрусское происхождение, либо восходит к латинскому graculus (галка). Первым известным из источников носителем этого родового прозвища был консул 238 года до н. э. Тиберий Семпроний Гракх, который подавил восстание лигуров и завоевал Сардинию. Старший его сын того же имени дважды становился консулом во время Второй Пунической войны (в 215 и 213 годах до н. э.) и погиб в одной из стычек с карфагенянами. О младшем, Публии, ничего не известно; возможно, он умер молодым. У Публия было предположительно двое сыновей: старший, того же имени, занимал должность народного трибуна в 189 году до н. э., а младший получил имя Тиберий. Согласно одному из вариантов родословной, у Тиберия Семпрония был ещё и двоюродный брат, носивший тот же преномен.
Чтобы отличать Тиберия от его сына того же имени, ряд источников именует его Тиберий, сын Публия.

### Ранние годы и начало карьеры
Рождение Тиберия Семпрония в историографии датируют 220 годом до н. э., исходя из даты его первого консульства и требований закона Виллия, принятого в 180 году. У Тита Ливия упоминается «совсем ещё юный» Тиберий Семпроний Гракх, который в 204 году до н. э. был выбран авгуром вместо умершего Марка Помпония Матона. Этот же Гракх, согласно «Истории Рима от основания города», умер в 174 году до н. э., после чего его место занял некто Тит Ветурий Гракх Семпрониан. Но в историографии существует предположение, что здесь произошла путаница. В том же 174 году умер ещё один авгур — Тиберий Семпроний Лонг; между тем известно, что членами этой жреческой коллегии не могли быть одновременно двое представителей одного рода. Отсюда возникла гипотеза, что Тиберий Семпроний Гракх и якобы сменивший его Тит Ветурий Гракх Семпрониан — одно лицо. Это мог быть консул 177 года, ещё в ранней юности ради авгурата формально принятый в состав патрицианского рода Ветуриев. Антиковед Э. Бэдиан проводит параллель с Публием Корнелием Лентулом Спинтером, который в 57 году до н. э. был формально усыновлён одним из Манлиев, чтобы стать авгуром, но имя при этом не сменил.
Тиберий Семпроний упоминается в источниках в связи с событиями 190 года до н. э., когда армия братьев Сципионов — Публия Африканского и Луция — двинулась на Восток против царя Антиоха III. Гракх (по словам Ливия, «самый горячий среди римских юношей того времени») был в составе этой армии. Именно его Сципионы направили к македонскому царю Филиппу V, чтобы выяснить, верен ли тот союзу с Римом и готов ли обеспечить римлянам проход через Македонию и Фракию. Гракх за три дня проскакал расстояние от Амфиссы до Пеллы и застал царя на пиру. Он получил радушный приём и убедился в том, что Филипп ничего не затевает против Рима и что «продовольствие для войска тщательно приготовлено, на реках сооружены мосты, а дороги в труднопроходимых местах укреплены». В результате римляне без каких-либо трудностей прошли от Фессалии до Геллеспонта, где переправились в Малую Азию.
Возможно, Тиберий Семпроний участвовал в ещё одной дипломатической миссии на Балканах. В 185 году до н. э. сенат отреагировал на жалобы общин Фессалии, перребов и афаманов на агрессивную политику Филиппа V. В Грецию отправилась комиссия, включавшая трёх нобилей: консуляра Квинта Цецилия Метелла, претория (бывшего претора) Марка Бебия Тамфила и либо Тиберия Клавдия (по версии Полибия), либо Тиберия Семпрония (по версии Ливия). Предполагается, что Тиберий Семпроний — это Гракх. Послы рассмотрели дело на собрании в Темпейской долине и постановили, что Филипп обязан вывести свои войска из всех городов, захваченных им в последние годы. Имелись в виду в том числе и четыре города, переданные Македонии Римом за помощь в Антиоховой войне. Затем послы отправились в Фессалонику, чтобы решить проблему двух фракийских городов, Эноса и Маронеи, тоже занятых Филиппом. На эти города претендовал царь Пергама Эвмен II, но римляне вынесли неопределённое решение: Энос и Маронея должны были отойти Пергаму, если так постановили десять легатов в 188 году до н. э. Если же такого постановления не было, то они должны достаться Филиппу по праву завоевания. А пока дело остаётся неясным, македонские гарнизоны должны быть выведены. Решения послов, по данным Тита Ливия, жестоко оскорбили Филиппа и сделали неизбежной Третью Македонскую войну. В Рим послы вернулись в том же году.

### Сципионовские процессы
Тиберий Семпроний сыграл важную роль во внутриполитической борьбе в Риме в 187—184 годах до н. э. В это время Марк Порций Катон инспирировал ряд обвинений против своих врагов — братьев Сципионов. Общая картина этих событий, как и роль в них Гракха, не вполне ясна. Источники называют Тиберия Семпрония противником Сципионов, который тем не менее в качестве народного трибуна встал на их защиту — единственным из всей коллегии. Согласно Ливию, опиравшемуся на Валерия Анциата, это произошло в 187 году до н. э. Сципион Африканский не явился в суд, сославшись на болезнь, и Гракх не только согласился признать это объяснение удовлетворительным, но даже заявил, что судить Публия Корнелия вообще недопустимо. Позже, когда Сципион Африканский уже умер, а Сципиона Азиатского признали виновным в расхищении государственных денег и повели в тюрьму, Тиберий Семпроний, «поклявшись в том, что его вражда со Сципионами остаётся такою же, как была, и он ничего не делает ради снискания себе благодарности», добился освобождения арестованного.
Опираясь на другой источник, Ливий пишет, что на момент освобождения Луция Публий был жив; по просьбе других сенаторов Публий в тот же день во время пира на Капитолии согласился выдать за Гракха свою дочь. Об этой помолвке пишут также Валерий Максим и Авл Геллий, который в другом месте своих «Аттических ночей» приводит ещё одну версию событий со ссылкой на утерянный текст «Примеров» Корнелия Непота. Согласно этой версии, Сципиона Азиатского приговорили к штрафу и угрожали отправить в тюрьму, если он не представит поручителей; его брат обратился к трибунам с просьбой о защите, но восемь из них в специальном постановлении отказались применять своё право вето. Гракх же зачитал с дощечки своё постановление:

Поскольку Луций Корнелий Сципион Азиатский, будучи триумфатором, отправил в тюрьму [многих] вражеских вождей, представляется несовместимым с достоинством государства вести полководца римского народа в то место, куда им самим были помещены предводители врагов; итак, я защищаю Луция Корнелия Сципиона Азиатского от насилия со стороны коллеги.
— Авл Геллий. Аттические ночи, VI, 19, 7.
Эту версию упоминает в одной из своих речей Марк Туллий Цицерон. Большинство историков сходится во мнении, что версия Валерия Анциата наименее достоверна. При этом характер взаимоотношений между Гракхом и Сципионами является предметом научной дискуссии. П. Фраккаро и Ж. Каркопино считают, что описанная в источниках вражда — это выдумка младших анналистов; Р. Гир в специальной работе настаивает на том, что вражда действительно имела место. А. Васильев пишет, что «истина, по-видимому, как всегда находится посредине». Ф. Мюнцер пишет о политическом противостоянии, не предполагавшем личной неприязни. При этом брак между Гракхом и Корнелией в любом случае был заключён приблизительно двадцатью годами позже; возможно, ко времени судебного процесса Корнелия ещё даже не родилась.
Единого мнения о дате трибуната Тиберия Семпрония нет: одни историки пишут о 187 годе до н. э., другие — о 184-м. В 187 году вернувшийся из Этолии с победой консуляр Марк Фульвий Нобилиор добивался триумфа и получил его благодаря поддержке Гракха, и здесь соответственно есть два варианта: Тиберий Семпроний действовал в интересах Нобилиора или как народный трибун, или как простой сенатор.

### В Испании
После трибуната Тиберий Семпроний был одним из триумвиров, занимавшихся выведением колонии в Сатурнию, что в Этрурии (183 год до н. э.). Его коллегами были консул этого года Квинт Фабий Лабеон и преторий Гай Афраний Стеллион. В 182 году до н. э. Гракх стал курульным эдилом, и его затраты на игры были настолько чрезмерными, что, согласно Ливию, «оказались в тягость не только Италии и латинским союзникам, но и заморским провинциям». Сенату пришлось принять постановление об ограничении впредь расходов на такие цели.
В 180 году до н. э. Гракх стал претором. По жребию в управление ему досталась провинция Ближняя Испания, где Квинт Фульвий Флакк вёл тяжёлую войну с кельтиберами. Тиберий Семпроний сразу столкнулся с трудностями: присланные Флакком в Рим легат и двое военных трибунов заявили, что испанская армия воюет слишком долго, а потому хочет вернуться в Италию вместе с наместником, несмотря на то, что враг всё ещё не усмирён. Сенату пришлось идти на компромисс: Флакк получил разрешение привести в Италию воинов, попавших в Испанию до 186 года до н. э., а Гракх должен был набрать ещё 12 тысяч человек, чтобы общая численность армии составляла не менее 23 тысяч.
Из-за затянувшегося воинского набора Тиберий Семпроний задержался в Италии, так что у Квинта Фульвия было время на ещё одно вторжение в земли кельтиберов. Наконец, в Тарраконе Гракх принял полномочия наместника. В рассказах источников о деятельности Тиберия Семпрония в провинции (180—178 годы до н. э.) очень много преувеличений. Приукрашенная информация могла исходить и от самого наместника, а затем фиксироваться в анналах и во «Всеобщей истории» Полибия, ближайшим другом которого был двоюродный брат жены Гракха.
Тиберий Семпроний столкнулся в Испании с очень серьёзным врагом, который мог выставить до 35 тысяч воинов и не думал сдаваться даже после неудач в полевых сражениях. До конца 180 года до н. э. наместник смог только освободить от осады союзный Риму город Каравис на землях, прилегающих к реке Ибер. Ввиду серьёзности обстановки сенат продлил полномочия как Тиберию Семпронию, так и наместнику Дальней Испании Луцию Постумию Альбину, и прислал им 30-тысячное подкрепление. С этими силами в 179 году двое пропреторов вторглись в Кельтиберию с двух сторон. Источники сообщают о победе Гракха в двух больших сражениях (в одном, при Алке, погибло якобы 9 тысяч кельтиберов, в другом, у горы Хавн, — 22 тысячи) и о взятии городов Мунда, Алка, Эргавика. Всего Тиберий Семпроний взял, согласно Ливию, 103 испанских города, согласно Флору — 150, согласно Полибию — 300, согласно Орозию — 350. Впрочем, над этими цифрами смеялся ещё Посидоний, писавший, что «Полибий в угоду Гракху обратил укрепления в города, как это обыкновенно делается для триумфальных шествий».
Понимая иллюзорность своих побед, Тиберий Семпроний заключил в 178 году до н. э. мир с кельтиберами на довольно мягких условиях. Местные племена обязались поставлять Риму вспомогательные войска, не строить новые города и платить подать; точные размеры налога неизвестны, но, видимо, он был не слишком большим, поскольку кельтиберы долго сохраняли верность этому договору и позже добивались восстановления его условий. Таким образом, Тиберию Семпронию удалось замирить свою провинцию. В ознаменование победы он основал город, получивший название Гракхурис.

### Первый консулат
Гракх вернулся в Италию в начале 177 году до н. э. и отпраздновал блестящий триумф 3 февраля 177 года (его коллега Луций Постумий Альбин тоже удостоился этой чести и вступил в Рим с войском на день позже). В том же году Тиберий Семпроний выиграл консульские выборы. Его коллегой стал патриций Гай Клавдий Пульхр.
В это время на Сардинии восстали племена илийцев и баларов. Гракх с двумя легионами отправился на этот остров, который 60 годами ранее был впервые завоёван для Рима его дедом, и воевал там два года. Известно, что позже сенат дал ему в помощники претора Гая Эбутия. В 176 году до н. э. претор Марк Попиллий Ленат получил было Сардинию в качестве провинции, но отказался туда ехать, назвав неуместной смену командующего во время войны. Тиберий Семпроний усмирил сардинцев в течение двух кампаний. Основными источниками, рассказывающими об этой войне, стали его письмо к сенату, которое упоминает Тит Ливий, и триумфальная доска, которую Гракх установил в 174 году до н. э. в храме Матер Матуты. И в письме, и в надписи на доске он изобразил войну в максимально выгодном для себя свете: провинция полностью замирена, убиты 15 тысяч врагов, все прежние данники выплатили подать в двойном размере. По возвращении в Рим 27 февраля 174 года до н. э. Гракх отпраздновал свой второй триумф, а обращённых в рабство островитян было так много, что появилась поговорка «дёшев, как сард».

### Цензура
В 169 году до н. э. Тиберий Семпроний выдвинул свою кандидатуру в цензоры. Всего кандидатов было шестеро, в том числе трое плебеев (Гракх, Марк Юний Брут и Публий Муций Сцевола) и трое патрициев — Гай Валерий Левин, Луций Постумий Альбин (давний соратник Гракха по Испании) и Гай Клавдий Пульхр, коллега Гракха по консулату. Наибольшее число голосов получили Гракх и Пульхр.
К тому времени уже два года шла очередная война с Македонией, так что новым цензорам пришлось решать в том числе и проблемы армии. Тиберий Семпроний и Гай Клавдий заставили вернуться из Италии в провинции всех воинов, получивших ранее увольнительные, а все граждане моложе 46 лет при прохождении переписи присягали в том, что явятся при новом воинском наборе. Затем цензоры составили список сенаторов, исключив из него семь человек и поставив во главе списка Марка Эмилия Лепида (он удостоился этой чести уже в третий раз).
Со всадниками цензоры «были весьма строги и суровы»: они отобрали у многих государственных коней и отстранили от подрядов тех, кто уже выступал в роли откупщиков в предыдущее пятилетие. Это спровоцировало конфликт между цензорами и народным трибуном Публием Рутилием. Последний предложил законопроект, объявлявший недействительными все заключённые Гракхом и Пульхром договоры и объявлявший новые торги — с допуском всех желающих. Когда цензоры заявили свой протест, Рутилий обвинил их в попрании священных прав трибуна и привлёк к суду в народном собрании. По данным Ливия, народ был настроен против Пульхра и в пользу Гракха. Поэтому в деле Гая Клавдия, рассматривавшемся первым, центурии начали голосовать за осуждение; но Тиберий Семпроний объявил, что, если его коллегу осудят, он тоже уйдёт в изгнание. Это предопределило исход дела: Пульхра оправдали, хотя и незначительным большинством, а Гракха не стали обвинять.
По инициативе Тиберия Семпрония все вольноотпущенники были записаны в одну трибу, выбранную по жребию, — Эсквилинскую. В результате влияние этой категории граждан на исход голосования существенно уменьшилось, так что Цицерон даже вложил в уста Квинта Муция Сцеволы Понтифика такую оценку этой инициативы Гракха: «хоть мы и теперь едва держим власть в своих руках, но кабы не он, мы бы давно уж совсем её потеряли». Кроме того, Тиберий Семпроний построил на месте дома Сципиона Африканского базилику, которая позже была названа Семпрониевой. Когда срок полномочий цензоров истёк, они попросили ещё полгода на завершение работы, но народный трибун Гней Тремеллий наложил на это запрет в отместку за исключение из сената.
Сохранилось одно свидетельство об общей строгости этой цензуры. Согласно Плутарху, Квинт Цецилий Метелл Македонский как-то сказал сыну Гракха, Тиберию-младшему, что когда его отец, «в бытность свою цензором, возвращался после обеда домой, граждане тушили у себя огни, опасаясь, как бы кто не подумал, будто они слишком много времени уделяют вину и весёлым беседам».

### Поздние годы
В 165 году до н. э. Тиберий Семпроний возглавил посольство, направленное на Восток — к Эвмену Пергамскому, Ариарату Каппадокийскому, Антиоху Эпифану и на Родос. Целью послов было выяснить, являются ли восточные правители искренними друзьями Рима. Они привезли на родину самые положительные отзывы. Возможно, именно во время этого путешествия Гракх произнёс речь перед родосцами, которую упоминает Цицерон.
Сразу по возвращении с Востока Тиберий Семпроний во второй раз выдвинул свою кандидатуру в консулы (на 163 год до н. э.) и победил. Его коллегой стал Маний Ювентий Тална — тоже плебей, что было редкостью для той эпохи. Предположительно Гракху выпало по жребию оставаться в Риме, в то время как Тална отправился на Корсику. Ещё до конца года Маний Ювентий умер, поэтому именно Тиберий Семпроний проводил очередные выборы магистратов. В результате одним из консулов 162 года до н. э. стал свояк Гракха Публий Корнелий Сципион Назика Коркул. Позже эти выборы были объявлены проведёнными с погрешностью. Согласно Цицерону, во время голосования сборщик голосов в первой центурии упал мёртвым, как только доложил о результате; гаруспики объявили, «что магистрат, проводивший комиции, был незаконным», но Тиберий Семпроний резко на это отреагировал:

Гракх, вспыхнув от гнева, воскликнул: "В самом деле? Я — незаконный? Я — консул и авгур, созвавший комиции после ауспиций, или вы, этруски, варвары, присвоившие себе право на ауспиции для римского народа и на толкование их относительно комиций?
— Цицерон. О природе богов, II, 11.
Из-за такой «патриотической» позиции консула ответ гаруспиков не был принят во внимание, и сенат признал выборы состоявшимися. Тиберий Семпроний отправился на Сардинию и здесь уже в следующем году, изучив авгурские книги, понял, что процедура выборов действительно была организована неправильно: после пересечения им померия (священной границы Рима) во время выборов он не совершил дополнительные ауспиции. О своём открытии Гракх известил авгурскую коллегию (при этом неизвестно, действовал ли он как авгур или как проконсул), а та — сенат. В результате Сципиону Назике и его коллеге Гаю Марцию Фигулу, находившимся тогда в своих провинциях, в Галлии и на Корсике соответственно, пришлось вернуться в Рим и сложить с себя полномочия.
Тиберий Семпроний тоже оставил свою провинцию в 162 году до н. э., но по иным причинам: его снова направили на Восток с дипломатической миссией. Селевкидский царевич Деметрий, имевший права на престол, бежал из римского заключения. Поэтому сенат поручил Гракху и его товарищам по посольству Луцию Корнелию Лентулу Лупу и Сервилию Главции изучить обстановку в Греции и в Азии, выяснить, «что вышло из побега Деметрия, разузнать настроение прочих царей и уладить пререкания между ними и галатами». Известно, что Ариарат Каппадокийский, приняв послов, отказался от союза с Деметрием, хотя тот и стал царём.
В последующие годы Тиберий Семпроний уже не упоминается в источниках. Тем не менее известно, что он прожил ещё около десяти лет: рождение младшего из его сыновей датируют 153 годом до н. э.

## Интеллектуальные занятия
«Резко порицая Публия Африканского за... единственный разнузданный и противоправный поступок, Гракх упрекнул его за измену себе самому и воздал ему хвалы за прежнюю умеренность и воздержность, собрав её образцы в этой же речи. Он говорил, что Сципион некогда попенял народу, который захотел было сделать его бессрочным консулом и диктатором; что не дал поставить ему статуи на Комиции, у ростр, в курии, на Капитолии и в святилище Юпитера; что не допустил принять постановление, предписывающее, чтобы его изваяние в облачении триумфатора выносилось из храма Юпитера Всеблагого Величайшего».
Марк Туллий Цицерон, перечисляя в трактате «Брут» ораторов эпохи Катона Цензора, упоминает и Гракха, который, по его словам, был красноречивым человеком. При этом герой другого трактата, «Об ораторе», Квинт Муций Сцевола Понтифик, говорит, что Тиберий Семпроний был «совсем не красноречив». Текст речи, произнесённой Гракхом перед родосцами, сохранился по крайней мере до 46 года до н. э.
Во времена Августа был популярен текст речи о Сципионе Африканском, приписывавшейся Тиберию Семпронию. Уже тогда многие сомневались в подлинности этого текста, где говорилось, в частности, будто Сципиону после его победы над Ганнибалом предлагали пожизненное консульство или диктатуру. В историографии существует мнение, что это выдумка официальной пропаганды, призванная обосновать беспрецедентную власть Гая Юлия Цезаря, а потом Августа.

## Семья
Тиберий Семпроний был женат на Корнелии Младшей, дочери Публия Корнелия Сципиона Африканского и племяннице по матери Луция Эмилия Павла Македонского. Корнелия Старшая была женой своего троюродного брата Публия Корнелия Сципиона Назики Коркула, который, таким образом, приходился Гракху свояком. Отношения между этими двумя политиками должны были испортиться в 162 году до н. э., когда Гракх признал избрание Назики консулом «погрешным». Но немецкий исследователь Ф. Мюнцер признаёт, что нужны были ещё какие-то обстоятельства, чтобы сыновья двух Корнелий стали смертельными врагами.
Братья Корнелии не смогли сделать хорошую карьеру и умерли молодыми. Поэтому главой рода ещё при жизни Гракха стал Публий Корнелий Сципион Эмилиан — по крови двоюродный брат Корнелии, а по усыновлению — племянник. После смерти в 162 году до н. э. вдовы Сципиона Африканского Эмилии Терции Эмилиан досрочно выплатил Тиберию Семпронию и Назике вторую половину приданого их жён — по двадцать пять талантов, хотя те рассчитывали получить эту сумму только в течение трёх лет.
Анналисты полагали, что Гракх женился на Корнелии Младшей в 180-е годы до н. э., во время сципионовских процессов, когда ещё был жив Сципион Африканский. Но уже Тит Ливий сомневался в правдоподобности таких датировок. Исследователи, опираясь на свидетельства Полибия и Плутарха, уверены, что этот брак был заключён существенно позже — между 165 и 162 годами до н. э.. Тиберию Семпронию тогда было уже более 50 лет, и супруга была на 30 с лишним лет его моложе. Тем не менее Корнелия родила двенадцать детей, так что эта семья стала примером многодетности для Плиния Старшего. Плутарх рассказывает такую историю о взаимоотношениях супругов:

Однажды, как сообщают, Тиберий нашёл у себя на постели пару змей, и прорицатели, поразмыслив над этим знамением, объявили, что нельзя ни убивать, ни отпускать обеих сразу: если убить самца, умрет Тиберий, если самку — Корнелия. Любя жену и считая, вдобавок, что справедливее первым умереть старшему (Корнелия была ещё молода), Тиберий самца убил, а самку выпустил на волю. Вскоре после этого он умер.
— Плутарх. Тиберий и Гай Гракхи, 1
Этот эпизод есть и в ряде других источников. Валерий Максим делает такой вывод: «Вот я и не знаю, стоит ли назвать Корнелию счастливой благодаря такому мужу или же несчастной из-за утраты такого мужа». Исследователи согласны с тем, что, судя по имеющимся данным, Тиберий Семпроний любил жену.
Из двенадцати детей до взрослых лет дожили только трое: Тиберий Семпроний, который, судя по преномену, был самым старшим из сыновей (родился в 163 или 162 году до н. э.), дочь Семпрония, ставшая женой своего двоюродного брата по усыновлению и двоюродного дяди по крови Сципиона Эмилиана, и Гай Семпроний. Последний был на девять лет младше своего брата Тиберия, так что его рождение следует датировать 154 или 153 годом до н. э. Ф. Мюнцер полагает, что Семпрония родилась вскоре после 164 года до н. э. и могла быть самой старшей из двенадцати детей или, по крайней мере, из шести дочерей в этой семье. Тиберий-старший умер вскоре после рождения Гая.
Корнелия пережила мужа примерно на четыре десятилетия. Её руки просили многие знатные римляне и иностранцы, включая египетского царя Птолемея VI Филометора, но она всем отказала, посвятив жизнь воспитанию сыновей.

## Оценки
Античные писатели очень высоко оценивали личность Тиберия Семпрония и его значение для Римской республики. Эта традиция берёт начало с Цицерона, противопоставлявшего Тиберия-старшего его сыновьям: если первый «стремился упрочить государство», то вторые пытались это государство разрушить. Для Цицерона Гракх был «человек благоразумный и почтенный»; «он не был мудрецом, но так как он стремился к славе и достоинству, он весьма преуспел в добродетели». Цицерон считал Тиберия Семпрония «обладателем выдающейся и замечательной доблести», образцом государственного мужа, «управителя и устроителя общественного блага». По его мнению, «Тиберия Гракха… будут прославлять, пока сохранится память о деяниях римлян».
Гай Веллей Патеркул назвал Тиберия Семпрония «выдающимся человеком». Плутарх пишет о «храбрости и безукоризненной честности», за которые Гракха горячо любили все римляне, а также о «нравственной высоте», которая была «главным источником его славы и достоинства».
Немецкий антиковед Ф. Мюнцер назвал Гракха «типичным представителем римского нобилитета времён его высшего расцвета и величия». Жена Тиберия стала одним из излюбленных персонажей исторических картин XVIII—XIX веков в рамках сюжета «Корнелия — мать Гракхов», и Тиберий-старший в этом контексте олицетворял для некоторых художников консервативную идею, противостоящую революционной (последняя отождествлялась с его сыновьями).
Тиберий Семпроний является одним из персонажей романа «Корнелия, мать братьев Гракхов» Элизабет Хайландерс (2010 год). Со сцены его похорон начинается первый эпизод исторического сериала «Древний Рим: Расцвет и падение империи».